# Rádio Cidade (Rio de Janeiro)
Rádio Cidade é uma web rádio brasileira sediada no Rio de Janeiro, capital do estado homônimo e que pertence ao Grupo JB FM. 

## Localização e endereços
A Rádio Cidade, juntamente com suas coirmãs JB FM e Rio FM teve seus estúdios outrora localizados no Edifício Gustavo José de Mattos, na Avenida Rio Branco, antes 'foram mais de 10 anos de operações a partir da Avenida Presidente Vargas, número 435, no 20º andar, ambos endereços no centro da capital fluminense.
Atualmente esta localizada na Barra da Tijuca, no Città Office Mall, na Avenida das Américas.

## História
A rádio liderou entre 1982 e 1994 a Rede Cidade, uma das primeiras redes de rádio do Brasil, e entre 2000 e 2006 foi afiliada da rede A Rádio Rock, liderada pela 89 FM de São Paulo, além de ter funcionado como web rádio entre 2006 e 2014, entre 2016 e 2019 e entre 2021 e 2022.

### Primeiros anos voltados à música pop (1977-1994)
A concessão da Cidade FM havia sido adquirida na década de 1970 pelo Jornal do Brasil das mãos do Grupo O Fluminense, que era responsável pelas rádios Fluminense FM e Rádio Fluminense, ambas baseadas em Niterói, cidade de concessão dos 102.9 MHz. A rádio entrou no ar em 1.º de maio de 1977, sendo a terceira emissora do Sistema JB de Rádio, que já contava com a Rádio Jornal do Brasil e a JB FM.
Criada por Carlos Townsend, Alberto Carlos de Carvalho e Clever Pereira, e comandada pelo diretor do Sistema JB de Rádio Carlos Lemos, a Cidade tinha uma programação voltada para o público jovem, tocando sucessos da música pop, com ênfase em dance music e rock. Na maior parte da década de 1980, sua principal concorrente foi a 98 FM do Sistema Globo de Rádio, que desbancou a Cidade da liderança de audiência em 1984. Os principais locutores da fase inicial da emissora foram Jaguar, Fernando Mansur, Eládio Sandoval, Romilson Luiz, Ivan Romero, Sergio Luiz, Paulo Martins e Paulo Roberto.

#### Rede Cidade (1982-1994)
Em 1982, foi criada a Rede Cidade, uma das primeiras redes de rádio via satélite do Brasil, que era comandada pela Rádio Cidade carioca e pela Rádio Cidade de São Paulo, criada com a mesma proposta em 1980. A rede contou com emissoras próprias e afiliadas em todo o país, e nesta fase, o pop rock passou a ser o foco principal através dos programas Amnésia, Saudade Cidade, Cidade dá de 10, Só Se For Dance e Invasão da Cidade, este último com a apresentação de bandas ao vivo nos estúdios da emissora.
Na década de 1990, o Grupo Jornal do Brasil começou a enfrentar problemas problemas financeiros que afetaram sua divisão de rádios. A partir daí, a 105 FM foi vendida para outros proprietários, e a Rede Cidade acabou sendo desfeita em 1994, em função dos altos custos para alugar o transponder de satélite.

### Consolidação definitiva do rock na programação (1994-2006)
Com o fim da Rede Cidade, a rádio carioca voltou a operar de forma independente, e alterou boa parte de sua programação, passando a investir mais em programas voltados ao rock, como uma forma de suprir a saída da concorrente Fluminense FM - pioneira no Brasil com uma programação 24h dedicada ao gênero, que havia se afiliado à Jovem Pan FM - a partir de 1995. Surgiram nesta época programas como o Cidade do Rock, apresentado por Monika Venerabile.
Entretanto, por um breve período entre 1999 e 2000, a rádio voltou focar no estilo de dance music e também em ritmos populares, como a axé music.

#### Cidade: A Rádio Rock(2000-2006)
Em setembro de 2000, a Rádio Cidade tornou-se afiliada à rede A Rádio Rock, comandada a partir de São Paulo pela 89 FM, e mudando de nome para Cidade: A Rádio Rock. A rádio retransmitia alguns dos principais programas da 89 FM, como Pressão Total e Tarja Preta, além da adaptação local de programas como A Vez do Brasil e Do Balacobaco. Nesta fase, seus principais locutores eram Paulo Becker, Serginho Bitenka, Demmy Morales, Ronan Tardin, Edu Fontes, Casé Fernandes e Débora Santos.
Em 2002, surgiu na emissora o Rock Bola, apresentado por Alex Escobar e posteriormente por Alexandre Araújo, e que tinha a proposta de aliar análises sobre o futebol carioca com a comédia. Também passaram pelo programa nomes como Lopes Maravilha, Sérgio Meireles, Toni Platão, Feijó, Waguinho, Smigol e Alexandre Tavares. Outro programa de sucesso da rádio nessa fase foi a Hora dos Perdidos, criado em agosto de 2002 e que era comandado por Cláudio "BB Monstro" Souza e Rhoodes Lima (que na época, assinava como Rhoodes in the House), cujo formato consistia na participação ao vivo dos ouvintes via telefone, além das esquetes humorísticas. Pouco tempo depois Camille entrou para o programa e BB Monstro saiu dando lugar para Paulinho Wolverine.

### Cidade Web Rock(2006-2014)
Em 2006, o Sistema JB de Rádio arrendou a concessão da emissora para a Oi FM, rede de rádio mantida pelo Grupo Bel em parceria com a operadora de telefonia Oi. Com isso, a partir da meia-noite de 6 de março, a Oi FM Rio de Janeiro tomou o lugar da Rádio Cidade, que passava a ser uma web rádio. A Cidade também encerrou a parceria que mantinha com a 89 FM de São Paulo, passando a operar de maneira independente e mantendo alguns programas de sua fase no dial, como a Hora dos Perdidos.

### Grande retomada da rádio (2014-2017)

#### Primeira volta ao dial (2014-2016)
Em 11 de outubro de 2013, às 20h, a Jovem Pan FM Rio de Janeiro, controlada pelo grupo BizVox, encerrou suas transmissões em 102.9 MHz, devolvendo a frequência para o Sistema Rio de Janeiro de Rádio, que passou a executar no lugar uma programação de expectativa com o nome 102.9 FM. A partir daí, por iniciativa do músico Tico Santa Cruz, líder da banda Detonautas, começou uma grande campanha nas redes sociais pedindo a volta da Rádio Cidade ao dial, que teve o apoio de outros artistas e também ouvintes com a #VoltaRádioCidadeRJ. Em 29 de janeiro de 2014, a emissora anunciou oficialmente sua volta ao dial, e lançou o hotsite www.tavoltando.com.br, onde os ouvintes poderiam escolher a futura identidade visual da emissora.
A Rádio Cidade reestreou no dial em 10 de março, às 7h, com o perfil artístico de emissora com foco no rock mais comercial e direcionado ao público jovem, como havia sido entre 1995 e 1999 e entre 2000 e 2006. Após algumas semanas no ar, a grade foi estabelecida com os programas Cidade Delivery (com Serginho Bitenka), Cidade do Rock e Hora dos Perdidos. Este último, agora era comandado por Ezequiel "Zeca" Lima, e contava com os freaks de Jean Carlo Vieira e Isabella Colonna, além de Pamella Renha, Paulo Oliveira, Pedro Fernandes e Cadu Cardoso, que dava as informações do trânsito via helicóptero pelo "Repórter Aéreo Cidade". Transmitido entre 17h e 18h, o programa ganhava uma hora a mais entre os meses de dezembro e fevereiro, para cobrir o período das férias escolares.
Em 19 de dezembro, a Estação 104 FM de Iguaba Grande anunciou uma parceria para retransmissão do conteúdo da Rádio Cidade na Região dos Lagos. Em 2 de fevereiro de 2015, o Rock Bola reestreou na Rádio Cidade sob o comando de Van Damme, e contando também com os integrantes Nina Lessa, Felipe Absalão, Waguinho, José Castilho e BB Monstro.
Em julho de 2016, a rádio demitiu os locutores Pamella Renha, Márcio Mio, Serginho Bitenka, Jean Carlo Vieira e BB Monstro, culminando no fim dos programas Cidade Delivery e Hora dos Perdidos. Em 21 de julho, também foi a vez de Zeca Lima e Demmy Morales se despedirem, e no mesmo dia, foi anunciado que, após 2 anos e 4 meses de dial, a rádio passaria novamente a operar como web rádio e arrendaria novamente sua frequência a partir do dia 1.º de agosto, desta vez para a Rádio Mania, controlada pelo Grupo Universo. A decisão foi lamentada por ouvintes, que chegaram a organizar uma manifestação na frente do prédio da rádio em 26 de julho, e também por artistas como Tico Santa Cruz (que liderou a campanha pelo retorno da rádio em 2013) e Dinho Ouro Preto.

#### Segunda fase como web rádio (2016-2017)
Com a efetivação da Rádio Mania nos 102.9 MHz, a Cidade continuou com a sua programação herdada do dial (inicialmente identificada como Rádio Cidade Rock e depois, como Rádio Cidade Digital) - apesar de todos os desfalques e encerramentos de alguns programas que antecederam à transição - mantendo as interações com os ouvintes e as promoções de ingressos para cinema e shows. Em novembro de 2016, entrou no ar o programa Bacashow, apresentado por Pedro Fernandes, Paulinho Coruja e Magda Pinheiro. E posteriormente, o Rock Party sofreu uma reformulação no formato.
Entretanto, após 6 meses pela internet, a Rádio Cidade encerra com toda a sua programação ao vivo em fevereiro de 2017, dando lugar a playlists predefinidas, na expectativa de uma reformulação da sua programação.

### Web rádio eclética (2017-2019)

Logotipo da emissora entre 2017 e 2019

Posteriormente, em maio de 2017, a emissora sofreu um grande reposicionamento de marca e de gênero musical. Além de estrear uma nova identidade visual - cujo logo remetia levemente à tipografia do logo da década de 1980 - a sua programação musical deixou de tocar apenas rock e passou a executar também música pop - adotando uma playlist similar a das operações na década correspondente - na intenção de se tornar uma emissora "mais eclética, moderna e evoluída na direção das preferências do público", de acordo com a divulgação do Sistema Rio de Janeiro de Rádio.

### RádioSoft Rock(2019-presente)

#### Segunda volta ao dial (2019-2021)

Variante do logotipo, que faz referência ao clássico "gilete" utilizado em meados da década de 1980.

Em 22 de janeiro, foi confirmado que a Rádio Cidade retornaria aos 102.9 MHz pela segunda vez, logo após o anúncio da saída da Rio FM - projeto próprio do Sistema Rio de Janeiro de Rádio de uma estação voltada a hits populares, em substituição à Rádio Mania - da frequência às 21h do dia 31 de janeiro para operar como web rádio, pouco menos de um ano depois da sua criação. A Cidade reestreou na frequência às 9h do dia 4 de fevereiro, com as boas vindas da locutora Renata Avlis, seguida da execução de "Back in Black", do AC/DC.
A programação musical eclética jovem dos dois anos anteriores na web rádio foi abandonada para agora ser baseada em soft rock, mais voltada ao público adulto-contemporâneo, entre 25 e 49 anos. Segundo a divulgação do grupo, a Cidade "virá para preencher um nicho musical 'faltante' no mercado de rádio carioca. Um verdadeiro oceano azul disponível no segmento de FM no Rio de Janeiro, sendo um projeto mais adulto do que jovem". Entretanto, remetendo ao período de 2017 a 2019, a rádio também abriu espaço para alguns artistas selecionados que não são ligados diretamente ao rock, como Capital Cities e Harry Styles.

#### Terceira fase como web rádio (2021-presente)
Em 29 de janeiro de 2021, é anunciado que a Rádio Cidade novamente deixaria o dial e voltaria a atuar exclusivamente pela internet, após o Grupo JBFM arrendar a frequência para a Rádio Capital, da Igreja Pentecostal Deus É Amor, passando a retransmitir a Rádio Deus É Amor a partir das 0h de 10 de fevereiro. Em nota, o grupo afirmou que a mudança se dava devido aos "efeitos da pandemia, que impactaram a operação da rádio".
Diferente do que ocorreu tanto em 2006 quanto em 2016, a emissora não realizou demissões e manteve a mesma programação e equipe de locutores que vinha trabalhando até então. Na mesma nota, o grupo afirmou que abriu mão do dial "para investir ainda mais na produção de conteúdo em áudio que será distribuído pelas nossas plataformas proprietárias, com diversas possibilidades de interação e de publicidade". Assim, a Rádio Cidade investiu em suas plataformas de distribuição (com destaque para o novo aplicativo móvel da rádio), passou a contar com um mascote (o Rockito, lançado durante o planejamento especial do Dia Mundial do Rock), realizou ações com eventos internacionais como o Lollapalooza e o Glastonbury Festival, ampliou a oferta de conteúdo em sua grade, entre outras iniciativas. Como resultado, a emissora obteve um crescimento de audiência de aproximadamente 40% em seu áudio on-line. E esse novo volume de consumo digital foi mantido desde então, com cerca de 300 mil ouvintes únicos por mês.
A Rádio Cidade - desde o final de 2020, ainda em 102.9 MHz - se tornou media partner da nona edição do Rock in Rio, em 2022 - algo que havia acontecido antes apenas na sua terceira edição, em 2001 - em uma atuação conjunta com a paulistana 89 FM A Rádio Rock - cabeça da antiga rede na qual era afiliada nos anos 2000 - na promoção e ações relacionadas ao evento, que estava inicialmente programado para acontecer em 2021, mas foi adiado para o ano seguinte devido à Pandemia da COVID-19. 

### 106.5 MHz (Março - Junho 2022)
Em 2022, o Grupo JBFM decidiu retornar com a emissora ao dial pela terceira vez. Mas desta vez com certas diferenças significativas em comparação às fases anteriores: A primeira é que, pela primeira vez em toda a sua história, a Rádio Cidade deixou a frequência original dos 102.9 MHz - que continua concedida para a Igreja Deus é Amor - e passou a arrendar a frequência dos 106.5 MHz de Miguel Pereira, pertencentes à Canção Nova, onde havia operado a Gênesis FM até janeiro e ficou em programação de expectativa até estrear em definitivo em 31 de março, às 14h; esse retorno também tinha como objetivo do Grupo JBFM de expandir a atuação da Cidade em outros mercados do interior fluminense por meio do formato de parcerias, com a possibilidade de uma futura rede chegar à outros estados. E a segunda diferença é que, dado o sucesso dos investimentos em streaming ao vivo e podcasts no ano anterior, o grupo adotou uma estratégia de programação multiplataforma, encarando as frequências de rádio como um complemento à atuação da emissora por meio de canais digitais.
Entretanto, esta iniciativa de sofreu sérias críticas dos ouvintes no dial, já que a qualidade do sinal da frequência utilizada - originalmente uma antiga frequência AM, que migrou para o FM - não possuía o desempenho necessário para a captação em diversas regiões do Grande Rio. Tanto que, em junho de 2022, a Rádio Cidade deixou a frequência, e prosseguiu regularmente com o formato já consolidado de web rádio.

### Rádio on line e demissões
Estando desde 2022 apenas disponibilizada no formato web rádio, a Rádio Cidade manteve sua programação original de rock e noticias, e locutores permaneceram. Todavia em 2 de setembro de 2024 a emissora iniciou um processo de re-estruturação que incluiu a dispensa de grande parte de seus locutores e outros profissionais, tais como  Demmy Morales, Márcio Mio e Bernardo Araújo; todavia Kelly Muniz foi realocada em outra emissora do grupo, a JB FM.
Por conta desta reestruturação, informalmente, surgiram especulações de que a Rádio Deus É Amor, arrendatária da antiga frequência da Rádio Cidade 102.9FM, estaria disposta a devolver o dial arrendado do Grupo JB desde 2021, o que teria motivado o corte de despesas.